# ローゴービー・マリポラー
ローゴービー・マリポラ（Logovi'i Mulipola、1987年3月11日 - ）は、プレミアシップニューカッスル・ファルコンズに所属するラグビーユニオン選手。

## プロフィール
- サモア・マノノ出身。
- ポジションはプロップ(PR)。
- 身長 192cm、体重 128kg
- サモア代表キャップは33（2020年5月現在）でラグビーワールドカップ2011・ラグビーワールドカップ2019のサモア代表に選ばれた[1]。

## 略歴
レスター・タイガースを経て、2018年、ニューカッスル・ファルコンズに加入。